# 南肯辛頓 (馬里蘭州)
南肯辛頓（South Kensington）是美國馬里蘭州蒙哥馬利縣的一個普查規定居民點。2000年人口普查時有7887人，其中92.08%是白人。
因為是非建制地區，所以南肯辛頓並沒有官方邊界。不過美國地質調查所將其座標定位39°1′4″N 77°4′36″W / 39.01778°N 77.07667°W。